# Bleekkopnigrita
De bleekkopnigrita (Nigrita luteifrons) is een zangvogel uit de familie Estrildidae (prachtvinken).

## Verspreiding en leefgebied
Deze soort telt 2 ondersoorten:
- N. l. luteifrons: van Sierra Leone en Liberia tot westelijk Oeganda en noordwestelijk Angola.
- N. l. alexanderi: Bioko.